# Mihályfa
Mihályfa là một thị trấn thuộc hạt Zala, Hungary. Thị trấn này có diện tích 12,07 km², dân số năm 2010 là 384 người, mật độ 32 người/km².